# Lori černý
Lori černý (Chalcopsitta atra) je druh papouška žijící na Nové Guineji a okolních ostrovech.
Tento druh je řazen mezi málo dotčené taxony.
Lori černý je tmavě zbarvený, a pravděpodobně tak jde o nejméně pestře zbarvený druh loriů. Má výrazné lesklé černé (antracitové) zbarvení peří, kostřec má purpurově modrou barvu, zatímco spodní strana ocasu je žlutá.
Živí se šťávou ze zralých plodů a nektarem z květů. Hnízdí vysoko nad zemí v dutinách stromů. Na vejcích sedí pouze samice, oba dva rodiče však mládě krmí do 16 dní po vylétnutí.
Dorůstá délky až 30 cm, 32 cm, resp. 34 cm a dosahuje váhy v rozmezí 230 a 260 gramů. Patří tak mezi největší papoušky lori.
Vyskytuje se na západě ostrova Nová Guinea a také na okolních ostrovech, a to v tropických deštných lesích, dnes i na plantážích a v otevřenější krajině se stromy.
Dá se poměrně dobře ochočit, což není u loriů běžné.

## Poddruhy
Rozlišují se celkem tři poddruhy:
- lori černý guinejský (Chalcopsitta atra atra) Scopoli, 1786
- lori černý misolský (Chalcopsitta atra bersteini) H. K. B. Rosenberg, 1861
- lori černý irianský (Chalcopsitta atra insignis) Oustalet, 1878

## Chov v zoo
Tento druh patří k vzácně chovaným. V celé Evropě byl v listopadu 2019 chováno jen v deseti zoo. V rámci Česka se jednalo pouze o Zoo Praha.

### Chov v Zoo Praha
V Zoo Praha byl tento druh chován od roku 1992. První úspěšný odchov byl zaznamenán v roce 1997. První etapa chovu skončila v roce 2011 a po krátké pauze byl chov obnoven v roce 2014.
Lori černý je k vidění v Rákosově pavilonu, který byl otevřen v září 2019, a to v expozici, která představuje Horský deštný les Nové Guineje.